# Magda Isanos
Magda Isanos (n. 17 aprilie 1916, Iași – d. 17 noiembrie 1944, București) a fost o avocată, poetă, prozatoare și publicistă română. A fost soția lui Eusebiu Camilar, iar medicul Elena Alistar i-a fost mătușă.

## Biografie
S-a născut la Iași, ca fiică a lui Mihai Isanos și a Elisabetei (n. Bălan), doctori în medicină.
1915 - Din actul de căsătorie datat 14 iulie 1915 al Oficiului de stare civilă de pe lângă Municipiul Iași, rezultă că domnul Mihail Isanos de profesie medic, domiciliat în Iași, str. I. C. Brătianu, fiu al d-lui Iosef Isanos, de profesie mecanic și ai d-nei Peița, născută Papadopol, de profesie casnică, se căsătorește cu Elisabeta Bălan, în vârstă de 26 de ani, de profesie doctorandă, domiciliată în Iași, str. Sărăriei.
Și-au început cariera ca medici psihiatri Ia Spitalul Socola, lucrând cu profesorul C. I. Parhon.
- 1916 - 17 aprilie s-a născut fiica lor Magda (conform cu Actul de naștere nr. 767 din anul 1916, luna aprilie, ziua 20.  Registrul de stare civilă pentru născuți, 1—2/1918, oraș Iași).
- 1917 - La vârsta de un an și șase luni s-a îmbolnăvit de poliomielită, a fost salvată numai datorită grijii deosebite a mamei sale, despre care poeta spunea mai târziu : Mama m-a născut a doua oară. Sechelele bolii au fost reduse la minimum, a rămas numai cu o sănătate delicată și cu o vizibilă dificultate la mers.
- 1920 - Soții Isanos au preluat posturile de medici la spitalul din Coștiugeni, părăsind astfel Iașiul și spitalul Socola.

A urmat școala primară la Costiujeni, unde lucrau părinții ei la spital, în apropiere de Chișinău, iar liceul la Școala eparhială de fete din Chișinău pasionând-o chiar de la început limba română și istoria, iar mai târziu filosofia. Acum se afirmă și pasiunea sa pentru literatură. De mic copil, fiica lor avea o adevărată pasiune pentru lectură, citea zi și noapte din biblioteca părinților și din biblioteca școlii. A studiat la Iași (1934-1938) dreptul și filozofia; licențiată în drept, a profesat scurt timp avocatura la Iași.
Debutează în 1932, cu versuri în revista „Licurici” a Liceului de băieți „Bogdan Petriceicu Hașdeu” din Chișinău.
- 1932 - Elevă a Liceului Eparhial din Chișinău (în clasa a VI-a) publică în revista liceului de băieți, Licurici, an. 1, nr. 2 clin 28 mai 1982 poeziile Aș vrea un basm și Primăvara.
- 1933 - În revista Licurici, an. II, nr. 2 din 1 aprilie a apărut poezia Gelozie. în același an a luat ființă pe lângă Liceul Eparhial de fete din Chișinău Societatea culturală „Iulia Hașdeu", la înființarea căreia aportul Magdei Isanos a fost determinant. Poeta a participat, împreună cu alte colege, la concursul organizat anual de Societatea „Tinerimea română", la București. Obține premiul II la tema privind drepturile femeilor. La ceremonia de înmânare a premiilor, președintele Societății, profesorul Nae Dumitrescu, declara: De dumneata sunt convins că am să mai aud! Ai mari posibilități.
- 1934 - A publicat în „Viața Basarabiei”, anul III, nr. 3, martie, poezia Ploaie; în „Crai nou”, an. I, nr. 3 din 31 martie poezia Toporași. A contribuit la apariția revistei Ghiocei, organul Societății culturale a școlii, având ca redactor pe eleva Magda Isanos, clasa a Vll-a. În același an a publicat în aceeași revistă (Ghiocei, an. I, nr. 2, aprilie) schița Creionări, recenzii asupra revistei Crai nou, iar în nr. 2 (mai 1934) poezia Macii și schița Inseparabilele. Ține o conferință cu tema Femeia în literatura noastră. În luna mai elevele din clasa a VII-a, care lucrau la revistă, au predat ștafeta seriei următoare.

În toamna aceluiași an și-a început la Iași studiile universitare. Inițial, s-a înscris la Facultatea de Litere și Filosofie, urmând paralel cursurile Facultății de Drept. în cele din urmă, a renunțat la Litere, hotărându-se să urmeze Dreptul.
- 1935 - Locuia la familia avocatului M. Călinescu, lângă grădina Copou, într-un cartier liniștit și foarte aproape de Universitate.

La 18 septembrie s-a căsătorit la Chișinău cu Lev Panteleev. Acesta își făcuse studiile la Iași, urmând limbile clasice. Avea calități intelectuale remarcabile, scria poezii și era și el un cititor pasionat. Poeta publică în „Viața Basarabiei”, an IV, nr. 11—12 nov.-dec. poezia Rochia.
- 1936 - La 31 ianuarie căsătoria ei s-a desfăcut prin consens.

A continuat să publice în Viața Basarabiei, a devenit colaboratoare a revistei „Însemnări ieșene”, unde a publicat cu regularitate până la sfârșitul anului când revista a fost suprimată. În paralel, a publicat în „Cuget moldovenesc” și „Pagini basarabene” poezii ca Dorința, Grădinărie, Atavism, Toamnă, Caisul, Cuvântul Evei, Jucărie, și altele.
A locuit împreună cu sora sa, Silvia, studentă la medicină, într-o vilă pe Aleea Greuceanu, azi strada Pinului, ulterior într-un apartament pe strada Sărăriei, colț cu Ralet, în apropierea casei care a fost ultima locuință a lui George Topîrceanu. În această perioadă s-a apropiat de studenții cu concepții social-democrate, integrându-se în Frontul Democrat Studențesc, de orientare pronunțat de stânga.
În vara anului 1938 Magda Isanos a participat la conferințe și la strângerea de fonduri pentru ajutorarea insurgenților republicani din Spania.
- 1937 - A publicat în Însemnări ieșene, aproape număr de număr, poezii ca Învrăjbiri, La marginea cimitirului, Blestem, Lacul, Calul de la birja de noapte, Ultimul sărut, După scriptură, Logodnă de primăvară, Risipire, Greșeala de tipar, Vis vegetal, Capricii, Murim, Romanță, iar în Lumea (23 decembrie) poezia Cîntarea păstoriței.

În același an, ziarul Lumea (din 13 decembrie) a fost prima publicație în care se remarca talentul poetei: „descoperire prețioasă a Însemnărilor ieșene”. La 26 decembrie, același ziar anunța „un nou talent în plină ascensiune, acel al d-rei M. I. (Magda Isanos), poetă a preocupărilor transcedentale, minunat redate în versuri, versuri de o temeritate care depășește feminismul”.
- 1938 - Magda Isanos a avut o activitate intensă. Colaborând la mai multe reviste, a publicat poezii ca Rugăciune în pădurea de brad, Bunicul, Regret, în „Însemnări Ieșene”. Apoi, Întoarcerea gospodarului, Fragment, Zori, Moartea bunicului, Leagănul, Interior, Insulă, Poem, Pomii cei tineri, în ziarul Iașul și, în același ziar, recenzii despre Enigma Otiliei de George Călinescu și Tâmple în flăcări, poeme de Victor Măgură.

La 31 martie s-a căsătorit cu Eusebiu Camilar (martori: George Lesnea și avocatul M. Călinescu, la care locuise Magda în primii ani de studenție).
În vara anului 1938, Camilar a dus-o pe Magda la Udești, unde i-a cunoscut familia, prietenii și locurile copilăriei.
A participat la ședințele Societății Noua Junime, înființată din inițiativa lui G. Călinescu, citind din poeziile ei. Toamna și-a luat licența în drept. Prietena sa Veronica Zosin consideră că a fost „cea mai veselă și fericită perioadă din viața Magdei”.
- 1939 - S-a înscris în Baroul de Iași ca avocat stagiar, la 13 ianuarie. A colaborat la Jurnalul literar, an. I, nr. 1 din 1 ianuarie, cu recenzia la Moldovenii de Georgeta Mircea Cancicov, în nr. 2 din 8 ianuarie, cu recenzia la Vulpea de Mary Webb și poezia Dimineața, reprodusă în Viața Basarabiei, an VIII,nr. 2—3 (februarie-martie). în Jurnalul literar, nr. 17 din 12 februarie, a publicat recenzia la Cartea cu amintiri de Marcu Beza. Ulterior, în aceeași revistă, a semnat versuri intitulate Poem (Florile și fiecare sens luminos al lumii), Rugăciune, Ziua mea netrăită, Noapte, În cimitir și Amurg.

În același an a avut un succes răsunător în avocatură.
- 1940 - Magda Isanos a publicat în „Însemnări ieșene” (an V, nr. 4 din 1 aprilie) poezia Flori adevărate. În Iașul poeziile „Săracii” și „Flori” (aceasta din urmă, reprodusă în Revista Fundațiilor din 1 iulie același an) și în 15 iulie „Elegie” (datată 2 iulie 1940) inspirată din actualitatea istorică.

În septembrie s-a aprobat apariția la Iași a ziarului Avântul, unde, alături de George Ivașcu, Alexandru Pini, Eusebiu Camilar, Magda Isanos a făcut parte din personalul redacțional. Suspectată de cenzură, gazeta nu mai apare.
În octombrie, soții Camilar s-au mutat pe strada Săulescu, unde au locuit până în primăvara anului 1944, când au plecat în refugiu.
- 1941 - Prefectura județului Iași a aprobat, începând cu luna aprilie, apariția ziarului de informații „Voința”, redactor responsabil Eusebiu Camilar, care — convocat sub arme — a lăsat toată munca redacției în grija poetei. „Ziarul a fost opera Magdei”, scria amica sa, Veronica Zosin (căsătorită Gorgos). Primul număr a apărut la 2 aprilie 1941. Din lipsă de fonduri, ziarul și-a încetat însă apariția în a doua jumătate a lunii mai.

S-a născut Elisabeta, fiica poetei.
În același an, boala Magdei s-a agravat. În luna decembrie 30, Baroul Iași a înregistrat cererea sa din 28 XI 1941, prin care Magda Isanos Camilar, avocat stagiar, domiciliată în București, strada Popa Nan nr. 49, înainta un certificat medical, dând delegație pentru amânarea proceselor sale d-rei Veronica Zosin, „deoarece din motive independente de voința mea sunt ținută să nu activez”. În primele certificate medicale aflate la dosarul Baroului se invocă o „indurație” la baza unuia din plămâni. Boala de inimă, ca o consecință a unui reumatism, apare în ultimul certificat.
- 1942 - A vizitat familia poetului Mihai Codreanu, care - așa cum declara mai târziu E. Camilar  a călăuzit cu grijă de părinte primii pași în arta poetică a Magdei Isanos.

A publicat în Vremea și Cetatea Moldovei poeziile „Pădurea” și „Ion”.
- 1943 - A publicat în Cetatea Moldovei, Vremea, Revista Fundaților, Cuget moldovenesc poezii ca „Spital”, „Auz”, „Poemul femeii care iubea primăvara”, „Când cel iubit...”, „Păsările”, „Solii cerului”, „Zeii”, „Fata bătrână”, „Bărbatul”, „Mai sunt câteva veri”, și altele.

În același an, a apărut la Iași, în editura „Bravo”, primul volum: Poezii al Magdei, sub îngrijirea lui Eusebiu Camilar.
La 2 martie, Baroul Iași a înregistrat cererea prin care Magda Isanos Camilar, avocat stagiar, domiciliată în Iași, strada Săulescu 19, înainta „alăturatul certificat medical, din care se vede că sufăr de o boală de inimă ce m-a împiedicat un timp nedeterminat să depun vreo activitate profesională”.
- 1944 - Vremea, Revista Fundațiilor, Victoria, Orizont și Tribuna poporului au publicat sub semnătura Magdei Isanos poezii ca „Bunavestire”, „Oglinzi”, „Oamenii”, „Toamnă”, „Duhurile pământului”, „Am văzut și eu oameni plecând”, „Aștept anul unu”, „Doamne, n-am ajuns pînă la tine”, „Munții lumii pe inima mea”, „Ospăț”, „Aceste mini” ș.a.

La sfârșitul lui martie, soții Camilar au plecat în refugiu.
În noaptea de 5 spre 6 iunie un bombardament de aviație a distrus toate manuscrisele Magdei și ale lui Camilar din locuința lor din Iași. A rămas doar un caiet, cu patru povestiri inedite, păstrat de d-na Gorgos, prietena Magdei, care l-a descoperit în grădina casei.
Magda Isanos s-a îmbolnăvit de inimă, în urma unui reumatism articular acut. În 17 noiembrie poeta s-a stins la București, în locuința părinților săi din strada Popa Nan - Nr. 49.
- 1945 - A apărut volumul postum Cântarea munților, drama în patru acte[6], Focurile de Magda Isanos și Eusebiu Camilar, în colecția Operele premiate ale scriitorilor tineri români, Fundația pentru literatură și artă' precum și Minunata istorie a lui Nastratin Hogea de Leonid Soloviev, traducere din limba rusă de Magda Isanos și Eusebiu Camilar,
- 1946 - A apărut volumul Țara luminii.

## Fondator
A fondat în 1938, împreună cu Ion Frunzetti, Laurențiu Fulga, George Petcu și alții, Gruparea scriitorilor tineri.

## Opera

### Poezie
- 1943: Poezii, Institutul de Arte grafice Brawo, Iași,1943
- 1945: ''Cântarea munților, poeme, cu un portret al autoarei și cu o prezentare de Mihai Beniuc, Ministerul Artelor
- 1946: Țara luminii, Editura pentru Literatură și Artă, București
- 1947: Poezii - culegere cu o prezentare de C. Baltazar, București
- 1955: Versuri, cu un cuvânt înainte de Veronica Porumbacu, București
- 1964: Versuri , ediție îngrijită și prefață de M. Bucur, București
- 1974: Poezii, antologie, postfață și bibliografie de Magda Ursache, București
- 1989: Confesiuni lirice - Chișinău
- 1996: Pti

### Teatru
- 1945: Focurile, dramă în patru acte - în colaborare cu Eusebiu Camilar, Fundația Regală pentru Literatură și Artă București

### Proză
- 1934 Creionări
- 1934 Inseparabilele
- Despre iubirile mari
- Îngerii
- Magistrata
- Studenta
- Orașul cu minuni (Domnișoara Vanda)
- Omul cu cizme roșii.

### În alte limbi
- Poezii/Poésies, ediție bilingvă română-franceză, traducere de Elisabeta Isanos, Editura Libra, Bucureșți, 1996.
- When angels sing / Când îngerii cântă, ediție bilingvă română-engleză, Romanian Cultural Foundation, Iași, 1994.
- Versek (Versuri), traducere în limba maghiară de Majtényi Erik, București, 1959.[7]

## Premii
- 1945 - Premiul de debut al Editurii Fundației Regale pentru Literatură și Artă pentru drama în patru acte Focurile ( în colab. cu E. Camilar)[8]